# Rally de La Coruña de 2018
El Rally de La Coruña de 2018, oficialmente 22.º Rallye de La Coruña, fue la 22.ª edición y la primera ronda de la temporada 2018 del campeonato de Galicia de Rally. Contó con un itinerario de ocho tramos que sumaban un total de 76,40 km cronometrados.
Iván Ares se impuso en la prueba con claridad adjudicándose el mejor tiempo en seis de los ocho tramos disputados y aventajando en dieciséis segundos al Ford Fiesta R5 de Víctor Senra y en treinta y cinco al de Iago Caamaño. Más lejos se situaron Alberto Meira con su Mitsubishi Lancer Evo X y el andorrano Joan Vinyes con el Suzuki Swift R+ oficial, que fueron cuarto y quinto respectivamente. En las copas vencieron: José M. Lista (Copa Pirelli-Castrol Top Ten A), Álvaro Pérez Abeijón (Copa Pirelli-Castrol Top Ten B), Francisco Pazos (Copa Pirelli AMF Motorsport) y Daniel Berdomás (Volante FGA).
Entre los abandonos destacan Javier Pardo inscrito con la segunda unidad oficial de Suzuki, Manuel Senra con su habitual Peugeot 306 Maxi o el portugués Ricardo Costa que sufrió un accidente con su Citroën DS3 R5.

## Itinerario
| Día   | Tramo | Nombre                 | Distancia | Hora  | Ganador      | Tiempo | Líder rally  |
| ----- | ----- | ---------------------- | --------- | ----- | ------------ | ------ | ------------ |
| Día 1 | TC1   | Coirós (Ares Auto)     | 8,6 km    | 8:45  | Iván Ares    | 5:21.6 | Iván Ares    |
| Día 1 | TC2   | Aranga (Senra Sport 2) | 11,20 km  | 9:15  | Víctor Senra | 7:20.2 | Víctor Senra |
| Día 1 | TC3   | Coirós (Ares Auto)     | 8,6 km    | 12:00 | Iván Ares    | 5:15.4 | Iván Ares    |
| Día 1 | TC4   | Aranga (Senra Sport 2) | 11,20 km  | 12:30 | Víctor Senra | 7:22.2 | Iago Caamaño |
| Día 1 | TC5   | Culleredo (Galuresa)   | 9,40 km   | 16:45 | Iván Ares    | 5:12.1 | Iván Ares    |
| Día 1 | TC6   | Cerceda (O Sampaio)    | 9 km      | 17:10 | Iván Ares    | 5:50.9 | Iván Ares    |
| Día 1 | TC7   | Culleredo (Galuresa)   | 9,40 km   | 19:20 | Iván Ares    | 5:13.2 | Iván Ares    |
| Día 1 | TC8   | Cerceda (O Sampaio)    | 9 km      | 19:50 | Iván Ares    | 5:59.8 | Iván Ares    |

## Clasificación final
| Pos. | Piloto                  | Copiloto               | Automóvil                | Tiempo  | Diferencia |
| ---- | ----------------------- | ---------------------- | ------------------------ | ------- | ---------- |
| 1.   | Iván Ares               | José Antonio Pintor    | Hyundai i20 R5           | 47:50.8 | 0.0        |
| 2.   | Víctor Senra            | David Vázquez          | Ford Fiesta R5           | 48:07.5 | +16.7      |
| 3.   | Iago Caamaño            | Antonio Solórzano      | Ford Fiesta R5           | 48:26.4 | +35.6      |
| 4.   | Alberto Meira           | José Murado            | Mitsubishi Lancer Evo X  | 49:15.8 | +1:25.0    |
| 5.   | Joan Vinyes             | Jordi Mercader         | Suzuki Swift R+          | 51:02.5 | +3:11.7    |
| 6.   | José Manuel Lista       | Mauro Barreiro         | Mitsubishi Lancer Evo IX | 51:49.3 | +3:58.5    |
| 7.   | Alberto López Belón     | Miguel Peña Vázquez    | Mitsubishi Lancer Evo X  | 51:53.4 | +4:02.6    |
| 8.   | Tino Ilesias            | Jorge Iglesias         | Ford Fiesta N5           | 53:15.7 | +5:24.9    |
| 9.   | Daniel Castro Rodríguez | Sergio Martínez Luaces | Peugeot 208 R2           | 53:20.0 | +5:29.2    |
| 10.  | Álvaro Pérez Abeijón    | Brais Mirón            | Citroën C2 GT            | 53:28.0 | +5:37.2    |